# Kurt von Tippelskirch
Kurt von Tippelskirch (Charlottenburg, Berlín, 9 de octubre de 1891 - Luneburgo, Baja Sajonia, 10 de mayo de 1957) fue un militar alemán que alcanzó el grado de General der Infanterie durante la Segunda Guerra Mundial en la Wehrmacht del Tercer Reich.
A lo largo de su carrera militar estuvo al mando de diversas unidades militares, siendo condecorado con la Cruz de Caballero de la Cruz de Hierro con Hojas de Roble.

## Vida privada
Kurt von Tippelskirch nació el 9 de octubre de 1891 en Charlottenburg (Berlín). Contrajo matrimonio con Ely Gallencamp.
Su hijo, Adolf-Hilmar von Tippelskirch, recibió la Cruz de Caballero de la Cruz de Hierro el 29 de septiembre de 1941 cuando era teniente primero (Oberleutnant) y servía como jefe de la 1.ª Batería de Artillería del 3.º Regimiento en el sector norte del Frente Oriental. Como comandante de Estado Mayor, murió en acción cerca de Magilov, en Rusia el 28 de junio de 1944.
Su cuñado, el general de Artillería (General der Artillerie) Curt Gallencamp (17 de febrero de 1890 - abril de 1958), recibió igualmente la Cruz de Caballero de la Cruz de Hierro el 19 de noviembre de 1941, mientras mandaba la 78.ª División de Infantería en el Frente Oriental.

## Carrera militar
Kurt von Tippelskirch entró en el Ejército alemán, con el grado de cadete, el 3 de marzo de 1910. Participó como teniente (Leutnant) en la Primera Guerra Mundial, siendo hecho prisionero por el Ejército francés durante la batalla del Marne en septiembre de 1914, permaneciendo como prisionero durante toda la guerra.
Después de ser liberado del cautiverio en 1920, Kurt von Tippelskirch siguió su carrera en la Reichswehr, el reducido ejército que las cláusulas del Tratado de Versalles permitieron a la República de Weimar, pasando a ser el nuevo jefe de la 4.ª Compañía del 9.º Regimiento de Infantería. 
Entre 1924 y 1933, von Tippelskirch sirvió en varios cargos de Estado Mayor, tomando en 1934 el mando del 27.º Regimiento de Infantería, pasando luego a prestar servicios en el Ministerio de Defensa (1936). Entre 1938 y 1941, ya iniciada la Segunda Guerra Mundial, fue asignado al Servicio de Inteligencia del Estado Mayor del Ejército y trabajó analizando datos de inteligencia relativos a las campañas alemanas y a la Operación Barbarroja.
El 5 de enero de 1942 fue nombrado teniente general (Generalleutnant), asumiendo el mando de la 30.ª División de Infantería, del 16.º Ejército del general coronel (Generaloberst) Ernst Busch (Grupo de Ejércitos Norte), ocupando el cargo hasta el 5 de junio del mismo año de 1942. 
Entre el 27 de agosto de 1942 y el 1 de febrero de 1943, el general Kurt von Tippelskirch sirvió en el 8.º Ejército italiano, una unidad del Regio Esercito italiano enviada por Benito Mussolini al Frente Oriental. El 18 de febrero de 1944, y hasta el 4 de junio de 1944, asumió el mando del XII Cuerpo de Ejército. En junio de 1944, hasta julio del mismo año, estuvo al mando del 4.º Ejército.
El 18 de julio de 1944 resultó herido en un accidente de aviación.
Desde el 31 de octubre de 1944 hasta el 22 de febrero de 1945, von Tippelskirch estuvo destinado en el Frente Occidental, primero como comandante en jefe del 1.º Ejército en Lorena y luego como comandante en jefe del 14.º Ejército en Italia. 
El 27 de abril de 1945 y hasta el 2 de mayo de 1945, von Tippelskirch fue el comandante en jefe del 21.º Ejército en el Frente Oriental, que se hallaba en pleno derrumbe. Su ejército estaba desplegado en Brandeburgo y Mecklemburgo. Igualmente, entre el 29 de abril y el 1 de mayo de 1945 asumió el mando del Grupo de Ejércitos Vístula (Heeresgruppe Weichsel). El 2 de mayo de 1945 von Tippelskirch rindió sus tropas al Ejército estadounidense, en el sector Lübeck-Schwerin-Wismar.

## Posguerra
Después de la guerra, von Tippelskirch escribió varios libros sobre historia militar, como History of the Second World War (Historia de la Segunda Guerra Mundial, 1951).
Kurt von Tippelskirch falleció el 10 de mayo de 1957 en la localidad de Luneburgo, en la Baja Sajonia (República Federal Alemana).

## Hoja de servicios
- Aspirante (Fähnrich):  3 de marzo de 1910.
- Teniente (Leutnant):  20 de marzo de 1911.
- Comandante (Major):  1 de abril de 1928.
- Teniente coronel (Oberstleutnant):  1 de febrero de 1933.
- Coronel (Oberst):  1 de marzo de 1935.
- Mayor general (Generalmajor):  1 de abril de 1938.
- Teniente general (Generalleutnant):  1 de junio de 1940.
- General der Infanterie:  27 de agosto de 1942.

| Predecesor: General der Infanterie Kurt von Briesen  | Comandante en jefe de la 30.ª División de Infantería 5 de enero de 1942 - 5 de junio de 1942  | Sucesor: General der Infanterie Thomas-Emil von Wickede |
| Predecesor: General der Infanterie Walther Graeßner  | Comandante en jefe del XII Cuerpo de Ejército 18 de febrero de 1944 - 4 de junio de 1944      | Sucesor: General der Infanterie Edgar Röhricht          |
| Predecesor: General der Infanterie Gotthard Heinrici | Comandante en jefe del 4.º Ejército 4 de junio de 1944 - 30 de junio de 1944                  | Sucesor: Generalleutnant Vinzenz Müller                 |
| Predecesor: Generalleutnant Vinzenz Müller           | Comandante en jefe del 4.º Ejército 7 de julio de 1944 - 18 de julio de 1944                  | Sucesor: General der Infanterie Friedrich Hossbach      |
| Predecesor:                                          | Comandante en jefe del 1.º Ejército -                                                         | Sucesor:                                                |
| Predecesor: General der Panzertruppen Traugott Herr  | Comandante en jefe del 14.º Ejército 12 de diciembre de 1944 - 22 de febrero de 1945          | Sucesor: General der Panzertruppen Joachim Lemelsen     |
| Predecesor: Generaloberst Nikolaus von Falkenhorst   | Comandante en jefe del 21.º Ejército 27 de abril de 1945 - 2 de mayo de 1945                  | Sucesor: Ninguno                                        |
| Predecesor: Generaloberst Gotthard Heinrici          | Comandante en jefe del Grupo de Ejércitos del Vístula 29 de abril de 1945 - 2 de mayo de 1945 | Sucesor: Ninguno                                        |